# Love Valley
Love Valley è un comune degli Stati Uniti d'America, situato in Carolina del Nord, nella contea di Iredell.